# ورزشگاه جدید لوس کارمنس
ورزشگاه جدید لوس کارمنس (به اسپانیایی: Estadio Nuevo Los Cármenes) با ظرفیت ۱۶٬۲۰۰ نفر یکی از ورزشگاه‌های فوتبال کشور اسپانیا است که در شهر گرانادا ایالت اندلس واقع شده‌است. این ورزشگاه در سال ۱۹۹۵ بازگشایی شد و در حال حاضر بازی‌های خانگی باشگاه فوتبال گرانادا در آن برگزار می‌گردد.